# Trithemis bifida
Trithemis bifida е вид водно конче от семейство Libellulidae. Видът не е застрашен от изчезване.

## Разпространение
Разпространен е в Гана, Демократична република Конго, Замбия, Зимбабве, Кения, Сенегал и Танзания.